# アメリカツノウズムシ
アメリカツノウズムシ (Girardia dorotocephala) とは、扁形動物門三岐腸目サンカクアタマウズムシ科に属するウズムシの一種。日本では外来種。

## 分布
北アメリカから中央アメリカの温暖地域で広くみられる。日本では外来種として、河川、湖、水田地帯、および室内の水生生物飼育水槽中で見られる。

## 形態
成体の体長は12 - 20 mm程度である。茶褐色の細かい色素体があり、頭部は正三角形に近く、耳葉は長く尖っており、両眼の間隔は広い。同じく広温性の種として日本に生息するアメリカナミウズムシ（Girardia tigrina）は、耳葉が大きくて鈍三角形状であり、両目の間隔が狭いため、アメリカツノウズムシと識別可能である。

## 生態
ナミウズムシ（Dugesia japonica）と同様に再生能力が高い。

## 外来種問題
国内では2003年に愛知県碧南市の碧南海浜水族館で初確認された。その後、京都府鴨川にて野性下での初確認がされた。在来のナミウズムシが生息する環境よりも汚染された環境でも生きられ、今後日本中に分布域が広まる恐れがある。